# Philippe Chinard
Philippe Chinard (1205 - 1266) est un noble français, amiral et gouverneur au service de Manfred de Sicile. Après la conquête par Manfred de certains territoires situés en Albanie, Philippe est nommé gouverneur général de ces domaines par ce dernier. Initialement établi sur l'île de Corfou, par la suite, Chinard déplace son quartier général vers Kaninë, alors chef-lieu de la région de Vlorë, où il épouse une parente de Michel II Comnène Doukas.
À la nouvelle de la mort de Manfred lors de la bataille de Bénévent, Michel II complote et parvient à tuer Philippe Chinard, avec l'aide de l'épouse de ce dernier, sans pour autant parvenir à s'emparer des domaines sous le contrôle de Manfred,.